# Велико херцогство Хесен
Велико херцогство Хесен (на немски: Großherzogtum Hessen und bei Rhein) е от 1815 до 1866 г. държава на Германския съюз и от 1871 до 1919 г. държава на Германския Райх.

## Образуване
Образувано е през 1806 г. от княжеското Ландграфство Хесен-Дармщат. Управляващите князе произлизат от Дом Хесен. Столица е бил Дармщат, други важни градове са били Майнц, Офенбах на Майн, Вормс и Гисен.
На 14 август 1806 г. Ландграфството Хесен-Дармщат е обявено от Наполеон за Велико херцогство.

## Велики херцози
| от             | до           | Велик херцог                               |  |
| 14 август 1806 | 6 април 1830 | Лудвиг I (от 1790 като ландграф Лудвиг X.) |  |
| 6 април 1830   | 16 юни 1848  | Лудвиг II                                  |  |
| 16 юни 1848    | 13 юни 1877  | Лудвиг III                                 |  |
| 13 юни 1877    | 13 март 1892 | Лудвиг IV                                  |  |
| 13 март 1892   | ноември 1918 | Ернст Лудвиг                               |  |